# Chrostosoma rica
Chrostosoma rica är en fjärilsart som beskrevs av Paul Dognin 1897. Chrostosoma rica ingår i släktet Chrostosoma och familjen björnspinnare. Inga underarter finns listade i Catalogue of Life.